# Кућа са сунчаним сатом
Кућа са сунчаним сатом у Земуну, налази се на углу улица Главне и Дубровачке. Представља непокретно културно добро као споменик културе.

## Изглед куће
Кућа са сунчаним сатом је репрезентативна угаона стамбено-пословна једноспратна грађевина, подигнута 1823. године и дограђена према Дубровачкој улици 1908. године са обједињеном фасадом. Зграда је двотрактног типа, зидана је опеком. Међуспратне конструкције су делом сводне и делом архитравне. Намена куће је двојна, у приземљу су локали, а на спрату станови. Плитка, сведена пластика главне фасаде обликована је у духу ампира, што је чини једном од најскладнијих међу грађанским кућама Старог језгра Земуна. Угаони еркер истиче репрезентативни положај куће на раскршћу. Сунчани сат на фасади према Дубровачкој улици раритет је посебних вредности по коме је кућа препознатљива и по коме је добила назив. У овој кући је својевремено живео и умро Др. Јован Суботић, правник, политичар и књижевник, један од најпознатијих јавних радника 19. века.
Кућа је и даље активна и служи намени за коју је направљена. На спрату су станови који се користе а у приземљу су локали у којима се налазе банка и продавнице.

## Галерија
- Фасада из Главне улице
- Фасада из Дубровачке улице
- Сунчани сат
- Детаљ угла из Дубровачке улице
- Детаљ угла из Главне улице
- Детаљ фасаде из Главне улице
- Кућа са сунчаним сатом детаљи